# Cleistanthus longinervis
Cleistanthus longinervis là một loài thực vật có hoa trong họ Diệp hạ châu. Loài này được Airy Shaw mô tả khoa học đầu tiên năm 1974.